# Liste der Fluggesellschaften in Taiwan

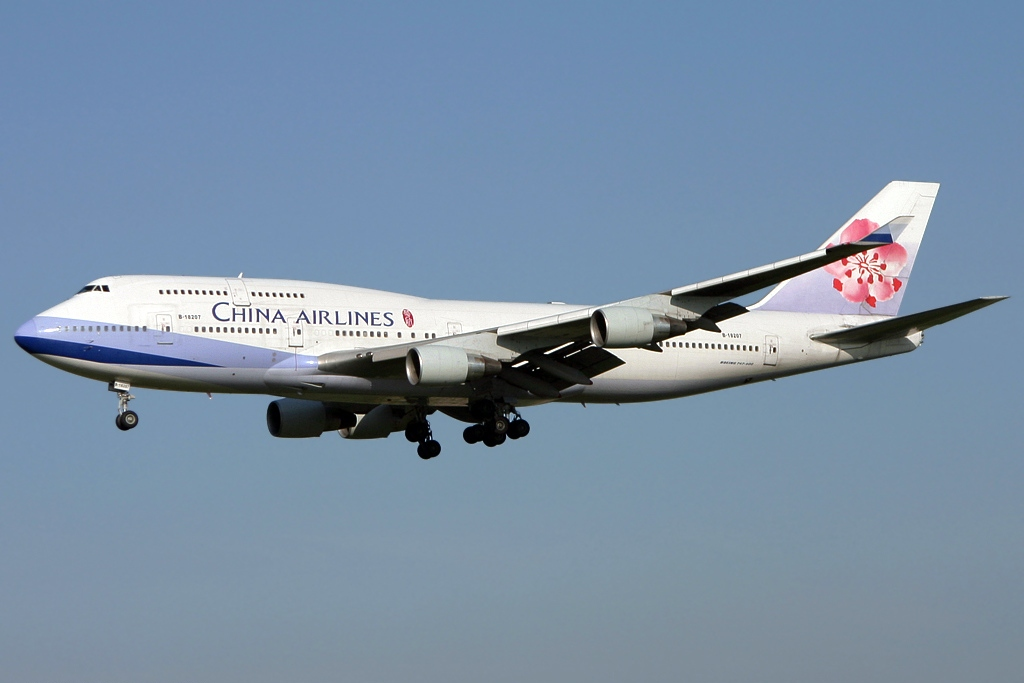
China Airlines

Dies ist eine Liste der Fluggesellschaften in Taiwan.

## Aktuelle Fluggesellschaften
- China Airlines (seit 1962)
- Daily Air (seit 2005)
- Dapeng Airlines (seit 1992)
- Emerald Pacific Airlines (seit 1994)
- EVA Air (seit 1991)
- Mandarin Airlines (seit 1991)
- StarLux Airlines (seit 2017)
- Tigerair Taiwan (seit 2014)
- Uni Air (seit 1996)

## Ehemalige Fluggesellschaften
- Air Asia (1967)
- Air Taiwan
- Asia Aviation Services
- Asia Pacific Airlines (2003–2004)
- Astro Airlines (1998–2000)
- Chian Airlines (1998–1999)
- China Airlines Cargo (1999–2002)
- China Asia Airlines (1995)
- Chinese Air Transport (1946–1953)
- Civil Air Transport (1953–1968)

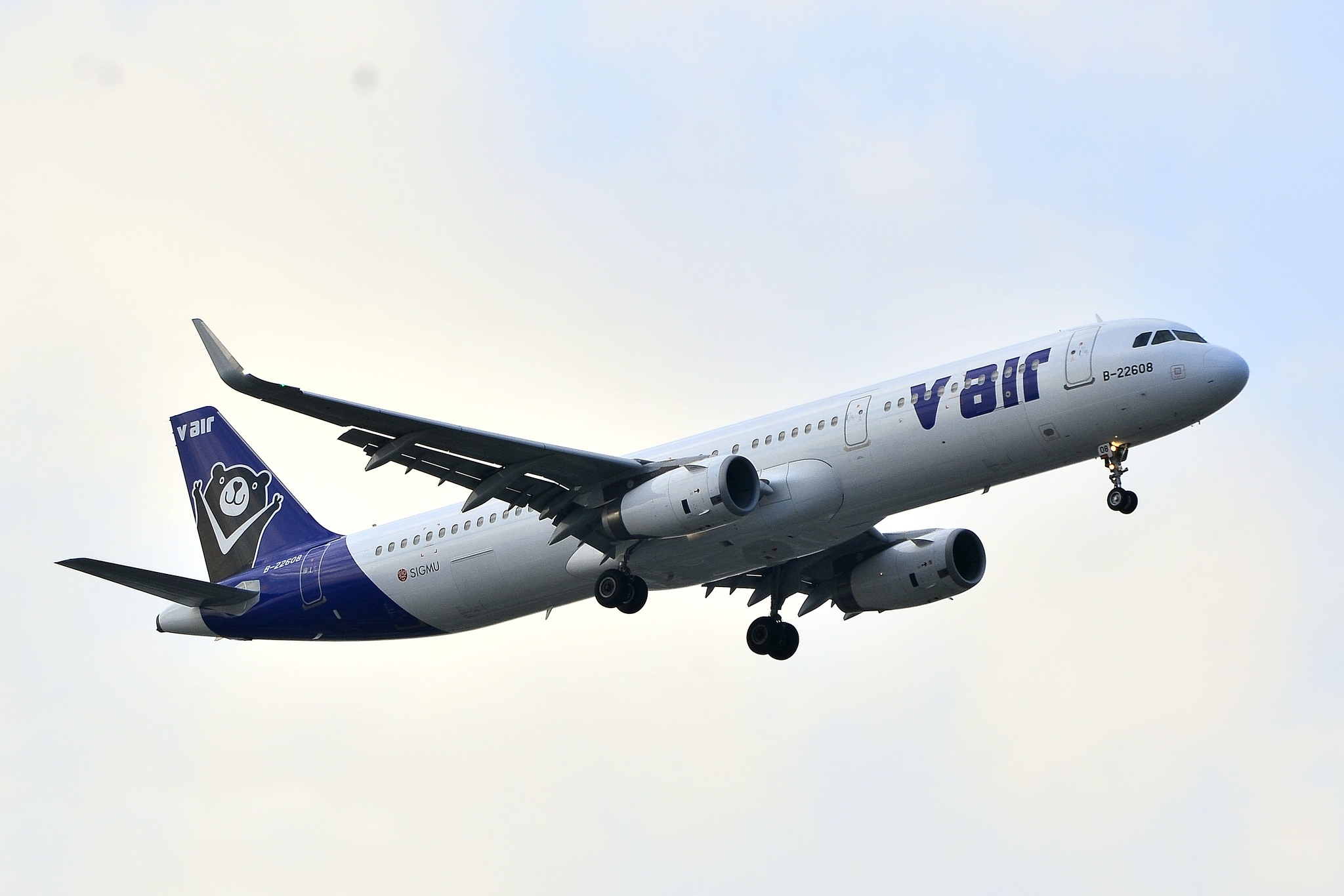
V Air

- Evergreen Airways (1998) > EVA Air
- Far Eastern Air Transport (1957–2019)
- Formosa Airlines (1987–1999) < Yung Shing Airlines > Mandarin Airlines
- Foshing Airlines (1951–1989) > TransAsia Airways
- Global Airlines (2016)
- Golden Eagle Air Transport
- Great China Airlines (1978–1979 und 1989–1998)
- Great Wing Airlines (2004–2006)
- Kinmen Airlines (2016)
- Makung Airlines (1989–1996)
- Sky Rider Airlines (1991) > Mandarin Airlines
- Star Universe Airways (2016–2017)
- Sunrise Airlines (2004)
- Taiwan Airlines (1997–1998) > Uni Air
- Taiwan Aviation Corporation (1976–1997)
- Taiwan Aviation (1966–1976)
- TransAsia Airways (1992–2016)
- U-Land Airlines (1995–2000)
- V Air (2014–2016)
- Winner Airways (1970)
- Yung Shing Airlines (1966–1987)